# Caco (Burg)
Caco oder Cachon (auch Yikkon, arabisch قاقون, DMG Qāqūn, hebräisch מִבְצַר קָקוּן Mivtzar Qaqūn, auch Kakun, Qaqun) ist die Ruine einer Kreuzfahrerburg anderthalb Kilometer südlich von Ometz in der Scharonebene, Israel.
Die Kreuzfahrer errichteten die Burg, nachdem sie die Gegend um 1101 erobert hatten. 1123 wird die Burg erstmals ausdrücklich genannt. Die Festung unterstand dem Herrn von Caesarea, einem Vasall des Königs von Jerusalem.
Der Ayyubiden-Sultan Saladin konnte die Burg kurzzeitig erobern, bevor sie 1191 vom Dritten Kreuzzug zurückerobert wurde. Scheinbar gelangte die Burg zunächst in den Besitz des Templerordens, wurde aber wenig später vom Johanniterorden erworben.
1265 wurde die Burg vom Mamluken-Sultan Baibars I. erobert, der Ausbauten an ihr vornehmen ließ. Ende 1271, während die Mamluken in der Gegend um Aleppo mit dem Kampf gegen die Mongolen beschäftigt waren, versuchten die Kreuzfahrer des siebten (neunten) Kreuzzugs unter Prinz Eduard von England erfolglos die Burg zu erobern. Sie erzielten bei der Plünderung des Umlandes reiche Beute, konnten aber die Zitadelle der Burg nicht einnehmen und mussten sich zurückziehen als ein überlegenes mamlukisches Entsatzheer anrückte. Die Burg blieb endgültig in muslimischer Hand.